# Palczakowate
Palczakowate (Daubentoniidae) – monotypowa rodzina ssaków naczelnych z infrarzędu palczakokształtnych (Chiromyiformes) w podrzędzie lemurowych (Strepsirrhini).

## Zasięg występowania
Rodzaj obejmuje jeden występujący współcześnie gatunek zamieszkujący na Madagaskarze.

## Morfologia
Długość ciała (bez ogona) 30–37 cm, długość ogona 44–53 cm; masa ciała 2,4–2,6 kg (samice są nieco mniejsze i lżejsze od samców). Palczaki charakteryzują się brakiem charakterystycznego dla przedstawicieli niższych naczelnych tzw. grzebienia zębowego (rząd siekaczy i kłów) oraz brakiem pazura na drugim palcu stopy. Posiadają stale rosnące siekacze i wydłużony trzeci palec kończyny górnej do wydobywania larw owadów z drzew.

## Systematyka
Rodzaj zdefiniował w 1795 roku francuski przyrodnik Étienne Geoffroy Saint-Hilaire na łamach La Décade Philosophique, Littéraire et Politique. Na gatunek typowy Geoffroy Saint-Hilaire wyznaczył (oznaczenie monotypowe) palczaka madagaskarskiego (D. madagascariensis).

### Etymologia
- Daubentonia: Louis Jean Daubenton (1716–1800), francuski przyrodnik[39].
- Scolecophagus: gr. σκωληκοφαγος skōlēkophagos „zjadający robaki, żywiący się larwami”, od σκωλεξ skōlex, σκωλεκος skōlēkos „robak”; -φαγος -phagos „jedzący”, od φαγειν phagein „jeść”[40]. Nowa klasyczna nazwa dla Daubentonia É. Geoffroy Saint-Hilaire, 1795.
- Aye-aye: fr. aye-aye „palczak”, od malg. aiay (również ahay, haihay lub hay-hay zależnie od dialektu) od rzekomego dźwięku naśladującego płacz zwierzęcia[41]. Jednak jak zauważają Simons i Myers w 2001 roku zwierzę to nie wydaje odgłosów przypominających płacz i dlatego sugerują, że nazwa ta pochodzi od malg. heh heh „nie wiem”, nazwy używanej przez mieszkańców Madagaskaru, aby uniknąć nazywania zwierzęcia, którego się boją[42]. Gatunek typowy: Sciurus madagascariensis J.F. Gmelin, 1788.
- Cheiromys (Cheyromis, Cheyromys, Chiromys): gr. χειρ kheir, χειρος kheiros „dłoń”; μυς mus, μυος muos „mysz”[43]. Gatunek typowy: Sciurus madagascariensis J.F. Gmelin, 1788.
- Psilodactylus: ψιλος psilos „nagi, goły”; δακτυλος daktulos „palec”[44]. Gatunek typowy: Sciurus madagascariensis J.F. Gmelin, 1788.
- Myspithecus: gr. μυς mus, μυος muos „mysz”; πιθηκος pithēkos „małpa”[45]. Nowa nazwa dla Cheiromys Lacépède, 1799; młodszy homonim Myspithecus G. Cuvier, 1833 (Cheirogaleidae).
- Myslemur: gr. μυς mus, μυος muos „mysz”; rodzaj Lemur Linnaeus, 1758 (lemur)[46]. Nowa nazwa dla Myspithecus da Blainville, 1839.

### Podział systematyczny
Do rodziny należy jeden rodzaj palczak (Daubentonia) z jednym występującym współcześnie gatunkiem:
- Daubentonia madagascariensis (J.F. Gmelin, 1788) – palczak madagaskarski

oraz jednym wymarłym:
- Daubentonia robusta Lamberton, 1935